# Márcia Tiburi
Márcia Angelita Tiburi (Vacaria, 6 de abril de 1970) es una filósofa, artista plástica, crítica literaria y escritora brasileña. Entre sus últimas obras se encuentran Como conversar com um fascista - Reflexões sobre o Cotidiano Autoritário Brasileiro (2015) y  Feminismo em Comum – Para Todas, Todes e Todos (2017).

## Trayectoria
En 1990, obtuvo una licenciatura en filosofía, por la Pontificia Universidad Católica de Rio Grande do Sul, y en 1996, en artes plásticas, por la Universidad Federal de Rio Grande do Sul; y una maestría en Filosofía por la Pontificia Universidad Católica de Rio Grande do Sul (1994) y el doctorado en Filosofía por la Universidad Federal de Rio Grande do Sul (1999) con énfasis en Filosofía contemporánea. Sus principales áreas de investigación son la ética, estética, y la filosofía del conocimiento.
Comenzó sus colaboraciones en TV en el Café Filosófico y ganó notoriedad en São Paulo a los 36 años como presentadoras del programa de televisión Saia Justa, del GNT.
Es profesora del Programa de Posgraduación en Educación, Arte, e Historia de la Cultura de la Universidad Presbiteriana Mackenzie.
Ha publicado libros de filosofía, entre ellos la antología As Mulheres e a Filosofia, y O Corpo Torturado, además de Uma outra história da razão. A través de la editora Escritos, publicó, en coautoría, Diálogo sobre o Corpo, en 2004, e individualmente Filosofia Cinza - a melancolia e o corpo nas dobras da escrita. En 2005 publicó Metamorfoses do Conceito, y su primera novela de la serie Trilogia Íntima, Magnólia, que fue finalista del Prêmio Jabuti en 2006. Y en ese mismo año lanzó el segundo volumen A Mulher de Costas. Escribió también para revistas especializadas y periódicos.
En 2012, publicó la novela Era Meu esse Rosto de la Editora Record y los libros Diálogo/Dança eDiálogo/Fotografia por la editora de SENAC-SP.
Se afilió al Partido Socialismo y Libertad (PSOL) en 2013, permaneciendo en sus filas hasta 2017.
En 2015 publicó Como conversar com um fascista - Reflexões sobre o Cotidiano Autoritário Brasileiro (Record, 2015)  obra en la que la filósofa propone el diálogo como forma de resistencia. Inspirada por el pensador alemán Theodor Adorno, Tiburi considera que la violencia nace de los medios de comunicación de masas, especialmente de la televisión.
En 2017 reivindica el feminismo en común con el libro: Feminismo em Comum – Para Todas, Todes e Todos. (Rosa dos Tempos).
"El feminismo nos lleva a la lucha por los derechos de todas, todos y todos, todos porque quien lleva esa lucha adelante son las mujeres, porque el feminismo ha liberado a las personas de identificarse como mujeres o hombres y ha abierto espacio para otras expresiones de género, y de la sexualidad -y eso ha venido a interferir en el conjunto de la vida, todos porque lucha por cierta idea de humanidad y, por eso mismo, considera que aquellas personas definidas como hombres también deben ser incluidas en un proceso realmente democrático." - del capítulo "Para pensar el feminismo".
También es columnista de la revista Cult.
El 6 de marzo de 2018 anunció públicamente su afiliación al Partido de los Trabajadores, avalada por Lula "reinaugurando Brasil en mí" dijo.
Tiburi abandonó Brasil en diciembre de 2018 instalándose en París; posteriormente explicó que las amenazas de muerte y persecución, instigadas aparentemente en gran parte por el acoso contra ella liderado por el Movimiento Brasil Libre (MBL), y que habrían transformado su vida en «un infierno», motivaron su decisión. Desde el MBL se alardeó de haberla expulsado de Brasil.

## Premios y reconocimientos
- 2012: postulada al Premio Jabuti 2012, CBL - Câmara Brasileira do Livro
- 2011: postulada al Premio Jabuti 2011 - Filosofia Brincante, CBL
- 2006: Prêmio Açorianos Ensaio de Humanidades para Metamorfoses do Conceito, Câmara Rio-Grandense do Livro
- 2006: postulada para el 48.º Premio Jabuti (entre diez finalistas) - Categoría novela, con el libro, Câmara Brasileira do Livro - CBL[3]

## Algunas publicaciones

### Libros
- Diálogo/Dança. 1ª ed. São Paulo: Senac, 2012, vol. 1. 179 pp.

- Era meu esse rosto. 1ª. ed. Río de Janeiro: Record, 2012, vol. 1. 205 pp.

- Diálogo/Dança. 1ª ed. São Paulo: SENAC, 2012, vol. 1. 129 pp.

- Olho de vidro - A televisão e o estado de exceção da imagem. 1ª ed. Río de Janeiro: Record, 2011, vol. 1. 349 pp.

- Filosofia pop. 1ª ed. São Paulo: Bregantini, 2011, vol. 1. 87 pp.

- Diálogo/Desenho. 1ª ed. São Paulo: SENAC, 2010, vol. 1. 195 pp.

- Filosofia bricante. Río de Janeiro: Record, 2010, vol. 1. 62 pp.

- Seis leituras sobre a dialética do conhecimento. 1ª ed. Ijuí: Unijuí, 2009, vol. 1. 120 pp.

- O manto. 1ª ed. Río de Janeiro: Record, 2009, vol. 1. 623 pp.

- Filosofia em Comum - Para ler junto. 1ª ed. Río de Janeiro: Record, 2008, vol. 1. 186 pp.

- A Mulher de Costas - Trilogia Íntima Vol. 2 (novela). Río de Janeiro: Bertrand Brasil, 2006, vol. 1. 160 pp.

- Metamorfoses do conceito - Ética e Dialética negativa em Theodor Adorno. 1ª ed. Porto Alegre: Editora da UFRGS, 2005, vol. 1. 272 pp.

- Magnólia. - Trilogia Íntima, vol. 1 (novela) Río de Janeiro: Bertrand Brasil, 2005

- Diálogo sobre o corpo. 1ª ed. Porto Alegre: Escritos, 2004, vol. 1. 192 pp.

- O Corpo Torturado. 1ª ed. Porto Alegre: Escritos, 2004, vol. 1. 304 pp.

- Filosofia cinza - A melancolia e o corpo nas dobras da escrita . 1ª ed. Porto Alegre: Escritos, 2004, vol. 1. 302 pp.

- Uma outra história da razão. 1ª ed. SÃO LEOPOLDO: UNISINOS, 2003, vol. 1. 222 pp.

- As mulheres e a filosofia. 1. ed. São Leopoldo: Unisinos, 2002, vol. 1. 285 pp.

- Crítica da Razão e Mímesis no pensamento de Th.W. Adorno . 1ª ed. Porto Alegre: EDPUCRS, 1995, vol. 1. 155 pp.

### En revistas con referato
- Diadorim: biopolítica e gênero na metafísica do Sertão. Rev. Estudos Feministas (UFSC impreso) vol. 21, pp. 191-207, 2013

- Gradiva Espectral. Sapere Aude: Rev. de Filosofia, vol. 3, p. 1-1, 2012

- Ofélia morta - do discurso à imagem. Rev. Estudos Feministas (UFSC impreso) vol. 18, p. 301-318, 2010

- A máquina de mundo: uma análise do conceito de aparelho em Vilem Flusser. Ghrebh, vol. 11, pp. 11-11, 2008

- A crítica da estética Pura de Vilém Flusser. Especiaria (UESC) vol. 11, pp. 225-243, 2008

- Opticário, ou Pequeno Dicionário Óptico: Esboço provisório, porém útil, para os dias de hoje. Cultura Brasileira contemporânea, vol. 1, pp. 63-71, 2007

- Os 100 Anos de Theodor Adorno e a Filosofia depois de Auschwitz. Cadernos IHU Idéias (UNISINOS), São Leopoldo, vol. 11, pp. 1-20, 2004

- Brasil Cinza. ARQTEXTO (UFRGS), Porto Alegre, vol. 1, N.º 1, pp. 42-49, 2004

- A escrita herege. O fim do texto e do sujeito filosófico. História Unisinos, São Leopoldo, vol. 8, Nº 10, pp. 107-122, 2004

### Capítulos de libros
- Athénaïse ou desejo e indecisão. En: Beatriz Viégas-Faria, Elizabeth R. Z. Brose e Betina Mariante Cardoso (org.) Kate Chopin: Contos traduzidos e comentados - estudos literários e humanidades médicas. 1ª ed. Porto Alegre: Casa Editoral Luminara, 2011, vol. 1, pp. 207-209

- Cultura e Não-Identidade. En: Marcos Rizolli; Maria Aparecida Aquino (org.) Identidades Culturais no Brasil Contemporâneo. 1ª ed. São Paulo: Bernhard, 2010, vol. 1, pp. 115-126
- Marias Bonitas: entre a mulher mítica e as mulheres reais, uma fratura no sertão. En: André Queiroz (org.) A Reinvenção do Nordeste. 1ª ed. Fortaleza: Expressão Editora/ Sesc-CE, 2010, vol. 1, pp. 111-125

- Sobre a burrice ou as luzes útlimas da dialética do esclarecimento. En: Márcia Tiburi; Rodrigo Duarte (org.) Seis leituras sobre a dialética do esclarecimento. 1.ª ed. IJUÍ: UNIJUÍ, 2009, vol. 1, pp. 97-113

- As mulheres e a norma estética. En: Aline Petter Schneider (org.) Nutrição estética. 1.ª ed. São Paulo: Atheneu, 2009, vol. 1, pp. 3-11